# Pakabsidia weigeli
Pakabsidia weigeli» es una especie de coleóptero de la familia Cantharidae.

## Distribución geográfica
Habita en Nepal.